# Bulbophyllum dichaeoides
Bulbophyllum dichaeoides är en orkidéart som beskrevs av Rudolf Schlechter. Bulbophyllum dichaeoides ingår i släktet Bulbophyllum och familjen orkidéer. Inga underarter finns listade i Catalogue of Life.